# Seconda Lega 1932-1933
La Seconda Lega 1932-1933 è stata la 30ª edizione della terza divisione del campionato svizzero di calcio, disputato tra il 28 agosto 1932 e il 28 maggio 1933.

## Svizzera Occidentale

### Girone 1

#### Squadre partecipanti
| Club                    | Stagione | Città   | Stadio | Stagione 1931-1932    |
| ----------------------- | -------- | ------- | ------ | --------------------- |
| Club Athletique Ginevra | dettagli | Ginevra | ...    | ?º posto nel Girone 1 |
| Étoile Carouge (II)     | dettagli | Carouge | ...    | ?º posto nel Girone 1 |
| Joncion                 | dettagli | Ginevra | ...    | ?º posto nel Girone 1 |
| Renens                  | dettagli | Renens  | ...    | ?º posto nel Girone 1 |
| Servette (II)           | dettagli | Ginevra | ...    | ?º posto nel Girone 1 |
| Stade Lausanne          | dettagli | Losanna | ...    | ?º posto nel Girone 1 |
| Stade Nyonnais          | dettagli | Nyon    | ...    | ?º posto nel Girone 1 |
| Urania Ginevra (II)     | dettagli | Ginevra | ...    | ?º posto nel Girone 1 |

#### Classifica Finale
|  | Pos. | Squadra                 | Pt | G  | V | N | P  | GF | GS | DR |
|  | ---- | ----------------------- | -- | -- | - | - | -- | -- | -- | -- |
|  | 1.   | Étoile Carouge (II)     | 22 | 14 | 9 | 4 | 1  |    |    | +  |
|  | 2.   | Urania Ginevra (II)     | 19 | 14 | 9 | 1 | 4  |    |    | +  |
|  | 3.   | Gardy-Jonction          | 17 | 14 | 8 | 1 | 5  |    |    | +  |
|  | 4.   | Servette (II)           | 15 | 14 | 7 | 1 | 6  |    |    | +  |
|  | 5.   | Stade Lausanne          | 14 | 14 | 6 | 2 | 6  |    |    | +  |
|  | 6.   | Stade Nyonnais          | 11 | 14 | 3 | 5 | 6  |    |    | -  |
|  | 7.   | Club Athletique Ginevra | 7  | 14 | 3 | 1 | 10 |    |    | -  |
|  | 8.   | Renens                  | 7  | 12 | 3 | 1 | 10 |    |    | -  |

Legenda:
      Ammessa alle finali regionali.
      Partecipa ai play-off Seconda Lega/Terza Lega.
Regolamento:
Due punti a vittoria, uno a pareggio, zero a sconfitta.
In caso di arrivo di due o più squadre a pari punti in testa o in coda della classifica, si gioca una o più partite di spareggio.
Note:

### Girone 2

#### Squadre partecipanti
| Club                | Stagione | Città            | Stadio | Stagione 1931-1932    |
| ------------------- | -------- | ---------------- | ------ | --------------------- |
| Concordia Yverdon   | dettagli | Yverdon          | ...    | ?º posto nel Girone 2 |
| La Tour-de-Peilz    | dettagli | La Tour-de-Peilz | ...    | ?º posto nel Girone 2 |
| Monthey             | dettagli | Monthey          | ...    | ?º posto nel Girone 1 |
| Racing Losanna (II) | dettagli | Losanna          | ...    | ?º posto nel Girone 2 |
| Sion                | dettagli | Sion             | ...    | ?º posto nel Girone 2 |
| Vevey               | dettagli | Vevey            | ...    | ?º posto nel Girone 2 |
| Villeneuve-Sports   | dettagli | Villeneuve       | ...    | ?º posto nel Girone 2 |
| Yverdon             | dettagli | Yverdon          | ...    | ?º posto nel Girone 2 |

#### Classifica Finale
|  | Pos. | Squadra             | Pt | G  | V  | N | P | GF | GS | DR |
|  | ---- | ------------------- | -- | -- | -- | - | - | -- | -- | -- |
|  | 1.   | Monthey             | 22 | 14 | 10 | 2 | 2 |    |    | +  |
|  | 2.   | Vevey               | 21 | 14 | 9  | 3 | 2 |    |    | +  |
|  | 3.   | La Tour-de-Peilz    | 19 | 14 | 8  | 3 | 3 |    |    | +  |
|  | 4.   | Villeneuve-Sports   | 12 | 14 | 5  | 2 | 7 |    |    | +  |
|  | 5.   | Concordia Yverdon   | 11 | 14 | 4  | 3 | 7 |    |    | +  |
|  | 6.   | Racing Losanna (II) | 11 | 14 | 5  | 1 | 8 |    |    | -  |
|  | 7.   | Yverdon             | 8  | 14 | 2  | 4 | 8 |    |    | -  |
|  | 8.   | Sion                | 8  | 14 | 3  | 2 | 9 |    |    | -  |

Legenda:
      Ammessa alle finali regionali.
      Partecipa ai play-off Seconda Lega/Terza Lega.
Regolamento:
Due punti a vittoria, uno a pareggio, zero a sconfitta.
In caso di arrivo di due o più squadre a pari punti in testa o in coda della classifica, si gioca una o più partite di spareggio.
Note:

#### Spareggio ultimo posto in classifica
Partecipano le due squadre arrivate a pari punti in ultima posizione.
|      | Risultati |            | Luogo e data         |
| ---- | --------- | ---------- | -------------------- |
| Sion | 3 - 1     | FC Yverdon | Vevey, 9 aprile 1933 |
|      |           |            |                      |

### Spareggio per il titolo regionale
Partecipano le due squadre vincenti i rispettivi gironi.
|         | Risultati |                     | Luogo e data            |
| ------- | --------- | ------------------- | ----------------------- |
| Monthey | 3 - 1     | Etoile Carouge (II) | Losanna, 21 maggio 1933 |
|         |           |                     |                         |

## Svizzera Centrale

### Girone 1

#### Squadre partecipanti
| Club                       | Stagione | Città             | Stadio | Stagione 1931-1932    |
| -------------------------- | -------- | ----------------- | ------ | --------------------- |
| Cercle des Sports Bienne   | dettagli | Bienna            | ...    | ?º posto nel Girone 1 |
| Fleurier                   | dettagli | Fleurier          | ...    | ?º posto nel Girone 1 |
| Gloria-Sports Le Locle     | dettagli | Le Locle          | ...    | ?º posto nel Girone 1 |
| La Chaux-de-Fonds (II)     | dettagli | La Chaux de Fonds | ...    | ?º posto nel Girone 1 |
| Madretsch                  | dettagli | Madretsch         | ...    | ?º posto nel Girone 1 |
| Nidau                      | dettagli | Nidau             | ...    | ?º posto nel Girone 1 |
| Sylva-Sports Le Locle (II) | dettagli | Le Locle          | ...    | ?º posto nel Girone 1 |
| Tavannes                   | dettagli | Tavannes          | ...    | ?º posto nel Girone 1 |

#### Classifica Finale
|  | Pos. | Squadra                  | Pt | G  | V | N | P | GF | GS | DR |
|  | ---- | ------------------------ | -- | -- | - | - | - | -- | -- | -- |
|  | 1.   | Madretsch                | 20 | 14 | 9 | 2 | 3 |    |    | +  |
|  | 2.   | Gloria-Sports Le Locle   | 18 | 14 | 8 | 2 | 4 |    |    | +  |
|  | 3.   | Cercle des Sports Bienne | 17 | 14 | 7 | 3 | 4 |    |    | +  |
|  | 4.   | Nidau                    | 15 | 14 | 6 | 3 | 5 |    |    | +  |
|  | 5.   | Sylva-Sports Le Locle    | 11 | 13 | 4 | 3 | 6 |    |    | +  |
|  | 6.   | Tavannes                 | 10 | 14 | 4 | 2 | 8 |    |    | -  |
|  | 7.   | Fleurier                 | 10 | 13 | 5 | 0 | 9 |    |    | -  |
|  | 8.   | La Chaux-de-Fonds (II)   | 9  | 14 | 3 | 3 | 8 |    |    | -  |

Legenda:
      Ammessa alle finali regionali.
      Partecipa ai play-off Seconda Lega/Terza Lega.
Regolamento:
Due punti a vittoria, uno a pareggio, zero a sconfitta.
In caso di arrivo di due o più squadre a pari punti in testa o in coda della classifica, si gioca una o più partite di spareggio.
Note:

### Girone 2

#### Squadre partecipanti
| Club             | Stagione | Città    | Stadio | Stagione 1931-1932    |
| ---------------- | -------- | -------- | ------ | --------------------- |
| Berna (II)       | dettagli | Berna    | ...    | ?º posto nel Girone 2 |
| Central Friburgo | dettagli | Friborgo | ...    | ?º posto nel Girone 2 |
| Friborgo         | dettagli | Friborgo | ...    | ?º posto nel Girone 2 |
| Grenchen (II)    | dettagli | Grenchen | ...    | ?º posto nel Girone 2 |
| Minerva Berna    | dettagli | Berna    | ...    | ?º posto nel Girone 2 |
| Sport Boys Berna | dettagli | Berna    | ...    | ?º posto nel Girone 2 |
| Victoria Berna   | dettagli | Berna    | ...    | ?º posto nel Girone 2 |
| Young Boys (II)  | dettagli | Berna    | ...    | ?º posto nel Girone 2 |

#### Classifica Finale
|  | Pos. | Squadra          | Pt | G  | V  | N | P  | GF | GS | DR |
|  | ---- | ---------------- | -- | -- | -- | - | -- | -- | -- | -- |
|  | 1.   | Young Boys (II)  | 20 | 14 | 10 | 0 | 4  |    |    | +  |
|  | 2.   | Berna (II)       | 16 | 14 | 7  | 2 | 5  |    |    | +  |
|  | 3.   | Grenchen (II)    | 16 | 14 | 7  | 2 | 5  |    |    | +  |
|  | 4.   | Friborgo         | 16 | 14 | 6  | 4 | 4  |    |    | +  |
|  | 5.   | Central Friburgo | 14 | 14 | 5  | 4 | 5  |    |    | +  |
|  | 6.   | Victoria Berna   | 13 | 14 | 4  | 5 | 5  |    |    | -  |
|  | 7.   | Minerva Berna    | 11 | 14 | 4  | 3 | 7  |    |    | -  |
|  | 8.   | Sport Boys Berna | 6  | 14 | 2  | 2 | 10 |    |    | -  |

Legenda:
      Ammessa alle finali regionali.
      Partecipa ai play-off Seconda Lega/Terza Lega.
Regolamento:
Due punti a vittoria, uno a pareggio, zero a sconfitta.
In caso di arrivo di due o più squadre a pari punti in testa o in coda della classifica, si gioca una o più partite di spareggio.
Note:

### Spareggio per il titolo regionale
Partecipano le due squadre vincenti i rispettivi gironi.
|                 | Risultati |           | Luogo e data          |
| --------------- | --------- | --------- | --------------------- |
| Young Boys (II) | 1 - 0     | Madretsch | Berna, 28 maggio 1933 |
|                 |           |           |                       |

### Girone 3

#### Squadre partecipanti
| Club                  | Stagione | Città      | Stadio | Stagione 1931-1932    |
| --------------------- | -------- | ---------- | ------ | --------------------- |
| Allschwil             | dettagli | Allschwil  | ...    | ?º posto nel Girone 3 |
| Basilea (II)          | dettagli | Basilea    | ...    | ?º posto nel Girone 3 |
| Black Stars Basilea   | dettagli | Basilea    | ...    | ?º posto nel Girone 3 |
| Birsfelden (II)       | dettagli | Birsfelden | ...    | ?º posto nel Girone 3 |
| Delémont              | dettagli | Delemont   | ...    | ?º posto nel Girone 3 |
| Helvetia              | dettagli | Berna      | ...    | ?º posto nel Girone 3 |
| Liestal               | dettagli | Liestal    | ...    | ?º posto nel Girone 3 |
| Old Boys Basilea (II) | dettagli | Basilea    | ...    | ?º posto nel Girone 3 |

#### Classifica Finale
|  | Pos. | Squadra               | Pt | G  | V  | N | P  | GF | GS | DR |
|  | ---- | --------------------- | -- | -- | -- | - | -- | -- | -- | -- |
|  | 1.   | Black Stars Basilea   | 25 | 14 | 11 | 3 | 0  |    |    | +  |
|  | 2.   | Basilea (II)          | 19 | 14 | 7  | 5 | 2  |    |    | +  |
|  | 3.   | Birsfelden            | 17 | 14 | 8  | 1 | 5  |    |    | +  |
|  | 4.   | Allschwil             | 16 | 14 | 7  | 2 | 5  |    |    | +  |
|  | 5.   | Liestal               | 13 | 14 | 6  | 1 | 7  |    |    | +  |
|  | 6.   | Helvetia              | 11 | 14 | 5  | 1 | 8  |    |    | -  |
|  | 7.   | Delémont              | 11 | 14 | 4  | 3 | 7  |    |    | -  |
|  | 8.   | Old Boys Basilea (II) | 0  | 14 | 0  | 0 | 14 |    |    | -  |

Legenda:
      Ammessa alle finali regionali.
      Partecipa ai play-off Seconda Lega/Terza Lega.
Regolamento:
Due punti a vittoria, uno a pareggio, zero a sconfitta.
In caso di arrivo di due o più squadre a pari punti in testa o in coda della classifica, si gioca una o più partite di spareggio.
Note:

### Girone 4

#### Squadre partecipanti
| Club                | Stagione | Città     | Stadio | Stagione 1931-1932    |
| ------------------- | -------- | --------- | ------ | --------------------- |
| Baden               | dettagli | Baden     | ...    | ?º posto nel Girone 4 |
| Chiasso (II)        | dettagli | Chiasso   | ...    | ?º posto nel Girone 4 |
| Gränichen           | dettagli | Gränichen | ...    | ?º posto nel Girone 4 |
| SCI Juventus Zurigo | dettagli | Zurigo    | ...    | ?º posto nel Girone 4 |
| Kickers Lucerna     | dettagli | Lucerna   | ...    | ?º posto nel Girone 4 |
| Lugano (II)         | dettagli | Lugano    | ...    | ?º posto nel Girone 4 |
| Nordstern (II)      | dettagli | Basilea   | ...    | ?º posto nel Girone 4 |
| Wohlen (II)         | dettagli | Wohlen    | ...    | ?º posto nel Girone 4 |

#### Classifica Finale
|  | Pos. | Squadra             | Pt | G  | V  | N | P  | GF | GS | DR |
|  | ---- | ------------------- | -- | -- | -- | - | -- | -- | -- | -- |
|  | 1.   | SCI Juventus Zurigo | 22 | 13 | 10 | 2 | 1  |    |    | +  |
|  | 2.   | Chiasso             | 18 | 12 | 8  | 2 | 2  |    |    | +  |
|  | 3.   | Nordstern (II)      | 17 | 12 | 7  | 2 | 3  |    |    | +  |
|  | 4.   | Wohlen              | 15 | 13 | 7  | 1 | 5  |    |    | +  |
|  | 5.   | Baden               | 14 | 14 | 5  | 4 | 5  |    |    | +  |
|  | 6.   | Kickers Lucerna     | 11 | 14 | 5  | 1 | 8  |    |    | -  |
|  | 7.   | Lugano (II)         | 7  | 13 | 2  | 3 | 8  |    |    | -  |
|  | 8.   | Gränichen           | 1  | 14 | 0  | 1 | 13 |    |    | -  |

Legenda:
      Ammessa alle finali regionali.
      Partecipa ai play-off Seconda Lega/Terza Lega.
Regolamento:
Due punti a vittoria, uno a pareggio, zero a sconfitta.
In caso di arrivo di due o più squadre a pari punti in testa o in coda della classifica, si gioca una o più partite di spareggio.
Note:

## Svizzera Orientale

### Girone 2

#### Squadre partecipanti
| Club             | Stagione | Città       | Stadio | Stagione 1931-1932    |
| ---------------- | -------- | ----------- | ------ | --------------------- |
| Arbon            | dettagli | Arbon       | ...    | ?º posto nel Girone 2 |
| Brühl            | dettagli | San Gallo   | ...    | ?º posto nel Girone 2 |
| Frauenfeld       | dettagli | Frauenfeld  | ...    | ?º posto nel Girone 2 |
| Kreuzlingen      | dettagli | Kreuzlingen | ...    | ?º posto nel Girone 2 |
| Romanshorn       | dettagli | Romanshorn  | ...    | ?º posto nel Girone 2 |
| San Gallo (II)   | dettagli | San Gallo   | ...    | ?º posto nel Girone 2 |
| Sparta Sciaffusa | dettagli | Sciaffusa   | ...    | ?º posto nel Girone 2 |
| Veltheim         | dettagli | Veltheim    | ...    | ?º posto nel Girone 2 |

#### Classifica Finale
|  | Pos. | Squadra          | Pt | G  | V | N | P | GF | GS | DR  |
|  | ---- | ---------------- | -- | -- | - | - | - | -- | -- | --- |
|  | 1.   | Kreuzlingen      | 26 | 14 |   |   |   | 57 | 9  | +48 |
|  | 2.   | Sparta Sciaffusa | 21 | 14 |   |   |   | 51 | 23 | +29 |
|  | 3.   | Frauenfeld       | 14 | 14 |   |   |   | 30 | 28 | +2  |
|  | 4.   | Romanshorn       | 13 | 14 |   |   |   | 21 | 23 | -2  |
|  | 5.   | Arbon            | 11 | 14 |   |   |   | 25 | 36 | -11 |
|  | 6.   | San Gallo (II)   | 11 | 14 |   |   |   | 24 | 38 | -14 |
|  | 7.   | Veltheim         | 9  | 14 |   |   |   | 25 | 43 | -18 |
|  | 8.   | Brühl (II)       | 7  | 14 |   |   |   | 20 | 53 | -33 |

Legenda:
      Ammessa alle finali regionali.
      Partecipa ai play-off Seconda Lega/Terza Lega.
Regolamento:
Due punti a vittoria, uno a pareggio, zero a sconfitta.
In caso di arrivo di due o più squadre a pari punti in testa o in coda della classifica, si gioca una o più partite di spareggio.
Note:

### Spareggio per il titolo regionale
Partecipano le due squadre vincenti i rispettivi gironi.
|             | Risultati |                   | Luogo e data               |
| ----------- | --------- | ----------------- | -------------------------- |
| Kreuzlingen | 7 - 2     | Grasshoppers (II) | Winterthur, 30 aprile 1933 |
|             |           |                   |                            |